# Padula
Padula község (comune) Olaszország Campania régiójában, Salerno megyében. Fő nevezetessége a karthauzi kolostor, amelyet 1998-ban az UNESCO világörökség részévé nyilvánítottak.

## Fekvése
A megye délkeleti részén fekszik. Határai: Buonabitacolo, Marsico Nuovo, Montesano sulla Marcellana, Paterno, Sala Consilina, Sassano és Tramutola.

## Története
A települést valószínűleg a 9-10. században alapították a szaracén támadások elől a szárazföld belseje felé visszahúzódó tengerparti lakosok. Első említése a 12. századból származik, neve valószínűleg a latin palus szóból ered, aminek jelentése ingovány utalva a vidék egykori mocsaras jellegére. Fejlődésében fordulópontot jelentett a karthauzi kolostor megépítése, amely századokon át a vidék legjelentősebb egyházi intézménye volt. 1807-ig állt fenn. Az elhanyagolt kolostor 1882-ben nyilvánították nemzeti műemlékké. A település a 19. században nyerte el önállóságát, amikor a Nápolyi Királyságban felszámolták a feudalizmust.

## Népessége
A népesség számának alakulása:

## Főbb látnivalói
- karthauzi kolostor
- Santissima Annunziata-templom
- San Nicola De Donnis-templom
- San Michele alle Grottelle-remetelak
- Sant’Agostino-kolostor
- San Francesco-kolostor